# Volta ao Algarve 2020
Volta ao Algarve 2020 – 46. edycja wyścigu kolarskiego Volta ao Algarve, która odbyła się w dniach od 19 do 23 lutego 2020 na liczącej ponad 771 kilometrów trasie na terenie regionu Algarve. Wyścig był częścią UCI ProSeries 2020.

## Etapy
| Etap | Data   | Start – Meta               | type                       | Dystans (km) | Zwycięzca etapu    | Lider           |
| ---- | ------ | -------------------------- | -------------------------- | ------------ | ------------------ | --------------- |
| 1    | 19 lut | Portimão – Lagos           | płaski                     | 195,6        | Fabio Jakobsen     | Fabio Jakobsen  |
| 2    | 20 lut | Sagres – Fóia              | górski                     | 183,9        | Remco Evenepoel    | Remco Evenepoel |
| 3    | 21 lut | Faro – Tavira              | płaski                     | 201,9        | Cees Bol           | Remco Evenepoel |
| 4    | 22 lut | Albufeira – Alto do Malhão | górzysty                   | 169,7        | Miguel Ángel López | Remco Evenepoel |
| 5    | 23 lut | Lagoa – Lagoa              | jazda indywidualna na czas | 20,3         | Remco Evenepoel    | Remco Evenepoel |

## Drużyny
| WorldTeams (12)- Astana - Ineos - CCC Team - Bora-Hansgrohe - Deceuninck-Quick Step - Groupama-FDJ - Lotto Soudal - UAE Team Emirates - Team Sunweb - Trek-Segafredo - Israel Start-Up Nation - Cofidis ProTeams (5)- Alpecin-Fenix - Caja Rural-Seguros RGA - Circus-Wanty Gobert - Uno-X Norwegian Development - Euskaltel-Euskadi Continental teams (8)- W52-FC Porto - Tavira - Miranda-Mortágua - Aviludo-Louletano - Efapel - Rádio Popular-Boavista - L.A. Aluminios / L.A. Sport - Kelly-InOutBuild-UD Oliveirense |
| |

### Lista startowa
| Astana AST | Astana AST               | Astana AST |
| ---------- | ------------------------ | ---------- |
| Nr         | Kolarz                   | Miejsce    |
| 1          | Miguel Ángel López (COL) | 3.         |
| 2          | Luis León Sánchez (ESP)  | DNS-5      |
| 3          | Żandos Biżygitow (KAZ)   | 117.       |
| 4          | Rodrigo Contreras (COL)  | 28.        |
| 5          | Davide Martinelli (ITA)  | 94.        |
| 6          | Jurij Natarow (KAZ)      | 62.        |
| 7          | Harold Tejada (COL)      | 23.        |

| Bora-Hansgrohe BOH | Bora-Hansgrohe BOH                  | Bora-Hansgrohe BOH |
| ------------------ | ----------------------------------- | ------------------ |
| Nr                 | Kolarz                              | Miejsce            |
| 11                 | Jean-Pierre Drucker (LUX)           | 82.                |
| 12                 | Felix Großschartner (AUT)           | 109.               |
| 13                 | Lennard Kämna (GER)                 | 7.                 |
| 14                 | Martin Laas (EST)                   | 124.               |
| 15                 | Lukas Pöstlberger (AUT)             | 88.                |
| 16                 | Maximilian Schachmann (GER) (szosa) | 2.                 |
| 17                 | Andreas Schillinger (GER)           | 130.               |

| CCC Team CCC | CCC Team CCC               | CCC Team CCC |
| ------------ | -------------------------- | ------------ |
| Nr           | Kolarz                     | Miejsce      |
| 21           | Greg Van Avermaet (BEL)    | 13.          |
| 22           | Matteo Trentin (ITA)       | 43.          |
| 23           | Simon Geschke (GER)        | 6.           |
| 24           | Michael Schär (SUI)        | 59.          |
| 25           | Gijs Van Hoecke (BEL)      | 63.          |
| 26           | Nathan Van Hooydonck (BEL) | 33.          |
| 27           | Patrick Bevin (NZL)        | 58.          |

| Cofidis COF | Cofidis COF                | Cofidis COF |
| ----------- | -------------------------- | ----------- |
| Nr          | Kolarz                     | Miejsce     |
| 31          | Elia Viviani (ITA) (szosa) | 132.        |
| 32          | Simone Consonni (ITA)      | DNS-5       |
| 33          | Mathias Le Turnier (FRA)   | 65.         |
| 34          | Luis Ángel Maté (ESP)      | 37.         |
| 35          | Marco Mathis (GER)         | 118.        |
| 36          | Fabio Sabatini (ITA)       | 157.        |
| 37          | Kenneth Vanbilsen (BEL)    | DNS-1       |

| Deceuninck-Quick Step DQT | Deceuninck-Quick Step DQT    | Deceuninck-Quick Step DQT |
| ------------------------- | ---------------------------- | ------------------------- |
| Nr                        | Kolarz                       | Miejsce                   |
| 41                        | João Almeida (POR)           | 9.                        |
| 42                        | Tim Declercq (BEL)           | 53.                       |
| 43                        | Remco Evenepoel (BEL) (ITT)  | 1.                        |
| 44                        | Fabio Jakobsen (NED) (szosa) | 131.                      |
| 45                        | Iljo Keisse (BEL)            | 137.                      |
| 46                        | Yves Lampaert (BEL)          | 75.                       |
| 47                        | Florian Sénéchal (FRA)       | 81.                       |

| Groupama-FDJ GFC | Groupama-FDJ GFC          | Groupama-FDJ GFC |
| ---------------- | ------------------------- | ---------------- |
| Nr               | Kolarz                    | Miejsce          |
| 51               | Alexys Brunel (FRA)       | DNF-3            |
| 52               | Kevin Geniets (LUX)       | 22.              |
| 53               | Simon Guglielmi (FRA)     | 71.              |
| 54               | Stefan Küng (SUI) (szosa) | 30.              |
| 55               | Olivier Le Gac (FRA)      | 25.              |
| 56               | Tobias Ludvigsson (SWE)   | 47.              |
| 57               | Jake Stewart (GBR)        | 110.             |

| Israel Start-Up Nation ISN | Israel Start-Up Nation ISN | Israel Start-Up Nation ISN |
| -------------------------- | -------------------------- | -------------------------- |
| Nr                         | Kolarz                     | Miejsce                    |
| 61                         | Daniel Martin (IRL)        | 11.                        |
| 62                         | Guillaume Boivin (CAN)     | 86.                        |
| 63                         | Davide Cimolai (ITA)       | 106.                       |
| 64                         | Nils Politt (GER)          | 52.                        |
| 65                         | Jenthe Biermans (BEL)      | 80.                        |
| 66                         | Reto Hollenstein (SUI)     | 69.                        |
| 67                         | Mads Würtz Schmidt (DEN)   | 38.                        |

| Lotto-Soudal LTS | Lotto-Soudal LTS       | Lotto-Soudal LTS |
| ---------------- | ---------------------- | ---------------- |
| Nr               | Kolarz                 | Miejsce          |
| 71               | Jonathan Dibben (GBR)  | 127.             |
| 72               | Philippe Gilbert (BEL) | 31.              |
| 73               | Roger Kluge (GER)      | DNF-4            |
| 74               | Nikolas Maes (BEL)     | DNS-5            |
| 75               | Brent Van Moer (BEL)   | 51.              |
| 77               | Tim Wellens (BEL)      | 5.               |
| 78               | Frederik Frison (BEL)  | 68.              |

| Team Ineos INS | Team Ineos INS           | Team Ineos INS |
| -------------- | ------------------------ | -------------- |
| Nr             | Kolarz                   | Miejsce        |
| 81             | Rohan Dennis (AUS) (ITT) | 55.            |
| 82             | Michał Kwiatkowski (POL) | 14.            |
| 83             | Luke Rowe (GBR)          | 119.           |
| 84             | Ben Swift (GBR) (szosa)  | 20.            |
| 85             | Geraint Thomas (GBR)     | 21.            |
| 86             | Dylan van Baarle (NED)   | DNS-1          |
| 87             | Cameron Wurf (AUS)       | 97.            |

| Team Sunweb SUN | Team Sunweb SUN       | Team Sunweb SUN |
| --------------- | --------------------- | --------------- |
| Nr              | Kolarz                | Miejsce         |
| 91              | Nikias Arndt (GER)    | 77.             |
| 92              | Cees Bol (NED)        | 112.            |
| 93              | Nico Denz (GER)       | 128.            |
| 94              | Nils Eekhoff (NED)    | 119.            |
| 95              | Casper Pedersen (DEN) | 64.             |
| 96              | Jasha Sütterlin (GER) | 123.            |
| 97              | Ilan Van Wilder (BEL) | 17.             |

| Trek-Segafredo TFS | Trek-Segafredo TFS    | Trek-Segafredo TFS |
| ------------------ | --------------------- | ------------------ |
| Nr                 | Kolarz                | Miejsce            |
| 101                | Koen de Kort (NED)    | DNS-4              |
| 102                | Bauke Mollema (NED)   | 8.                 |
| 103                | Ryan Mullen (IRL)     | 111.               |
| 104                | Vincenzo Nibali (ITA) | 12.                |
| 105                | Antonio Nibali (ITA)  | 54.                |
| 106                | Jasper Stuyven (BEL)  | 150.               |
| 107                | Edward Theuns (BEL)   | DNS-5              |

| UAE Team Emirates UAD | UAE Team Emirates UAD    | UAE Team Emirates UAD |
| --------------------- | ------------------------ | --------------------- |
| Nr                    | Kolarz                   | Miejsce               |
| 111                   | Mikkel Bjerg (DEN)       | 116.                  |
| 112                   | Tom Bohli (SUI)          | 143.                  |
| 113                   | Rui Costa (POR)          | 4.                    |
| 114                   | Joe Dombrowski (USA)     | 29.                   |
| 115                   | Alexander Kristoff (NOR) | 73.                   |
| 116                   | Ivo Oliveira (POR)       | 113.                  |
| 117                   | Jan Polanc (SLO)         | 15.                   |

| Alpecin-Fenix AFC | Alpecin-Fenix AFC          | Alpecin-Fenix AFC |
| ----------------- | -------------------------- | ----------------- |
| Nr                | Kolarz                     | Miejsce           |
| 121               | Mathieu van der Poel (NED) | 45.               |
| 122               | Dries De Bondt (BEL)       | 100.              |
| 123               | Senne Leysen (BEL)         | 92.               |
| 124               | Sacha Modolo (ITA)         | 99.               |
| 126               | Kristian Sbaragli (ITA)    | 35.               |
| 127               | Otto Vergaerde (BEL)       | 67.               |

| Caja Rural-Seguros RGA CJR | Caja Rural-Seguros RGA CJR | Caja Rural-Seguros RGA CJR |
| -------------------------- | -------------------------- | -------------------------- |
| Nr                         | Kolarz                     | Miejsce                    |
| 131                        | Jon Aberasturi (ESP)       | 104.                       |
| 132                        | David González López (ESP) | 145.                       |
| 133                        | Aritz Bagües (ESP)         | 105.                       |
| 134                        | Oier Lazkano (ESP)         | 91.                        |
| 135                        | Héctor Sáez (ESP)          | 61.                        |
| 136                        | Matteo Malucelli (ITA)     | 139.                       |
| 137                        | Juan Fernando Calle (COL)  | 46.                        |

| Circus-Wanty Gobert CWG | Circus-Wanty Gobert CWG | Circus-Wanty Gobert CWG |
| ----------------------- | ----------------------- | ----------------------- |
| Nr                      | Kolarz                  | Miejsce                 |
| 141                     | Aimé De Gendt (BEL)     | 122.                    |
| 142                     | Tom Devriendt (BEL)     | 142.                    |
| 143                     | Wesley Kreder (NED)     | 151.                    |
| 144                     | Xandro Meurisse (BEL)   | 18.                     |
| 145                     | Simone Petilli (ITA)    | 36.                     |
| 146                     | Boy van Poppel (NED)    | 156.                    |
| 147                     | Danny van Poppel (NED)  | 135.                    |

| Fundación-Orbea FOR | Fundación-Orbea FOR   | Fundación-Orbea FOR |
| ------------------- | --------------------- | ------------------- |
| Nr                  | Kolarz                | Miejsce             |
| 151                 | Mikel Aristi (ESP)    | 144.                |
| 152                 | Antonio Angulo (ESP)  | 114.                |
| 153                 | Julen Irizar (ESP)    | 70.                 |
| 154                 | Garikoitz Bravo (ESP) | 44.                 |
| 155                 | Gotzon Martín (ESP)   | 39.                 |
| 156                 | Diego López (ESP)     | 147.                |
| 157                 | Iker Ballarin (ESP)   | 98.                 |

| Uno-X Norwegian Development UXT | Uno-X Norwegian Development UXT | Uno-X Norwegian Development UXT |
| ------------------------------- | ------------------------------- | ------------------------------- |
| Nr                              | Kolarz                          | Miejsce                         |
| 161                             | Daniel Hoelgaard (NOR)          | 85.                             |
| 162                             | Markus Hoelgaard (NOR)          | 42.                             |
| 163                             | Anders Skaarseth (NOR)          | 78.                             |
| 164                             | Erik Nordsæter Resell (NOR)     | 87.                             |
| 165                             | Kristian Kulset (NOR)           | 120.                            |
| 166                             | Torjus Sleen (NOR)              | 27.                             |
| 167                             | Andreas Leknessund (NOR)        | 19.                             |

| Atum General-Tavira-Maria Nova Hotel ATM | Atum General-Tavira-Maria Nova Hotel ATM | Atum General-Tavira-Maria Nova Hotel ATM |
| ---------------------------------------- | ---------------------------------------- | ---------------------------------------- |
| Nr                                       | Kolarz                                   | Miejsce                                  |
| 171                                      | Frederico Figueiredo (POR)               | 26.                                      |
| 172                                      | Aleksandr Grigorjew (RUS)                | 121.                                     |
| 173                                      | Álvaro Trueba (ESP)                      | 159.                                     |
| 174                                      | César Martingil (POR)                    | 148.                                     |
| 175                                      | Alejandro Marque (ESP)                   | 24.                                      |
| 176                                      | David Livramento (POR)                   | 161.                                     |
| 177                                      | Valter Pereira (POR)                     |                                          |

| Aviludo-Louletano AVL | Aviludo-Louletano AVL          | Aviludo-Louletano AVL |
| --------------------- | ------------------------------ | --------------------- |
| Nr                    | Kolarz                         | Miejsce               |
| 181                   | Vicente García de Mateos (ESP) | 16.                   |
| 182                   | Nuno Meireles (POR)            | 155.                  |
| 183                   | David de la Fuente (ESP)       | 108.                  |
| 184                   | João Matias (POR)              | DNF-2                 |
| 185                   | Jesús del Pino (ESP)           | 134.                  |
| 186                   | André Evangelista (POR)        | OTL-5                 |
| 187                   | Óscar Hernández (ESP)          | 76.                   |

| Efapel EFP | Efapel EFP            | Efapel EFP |
| ---------- | --------------------- | ---------- |
| Nr         | Kolarz                | Miejsce    |
| 191        | Sérgio Paulinho (POR) | 146.       |
| 192        | Luís Mendonça (POR)   | 60.        |
| 193        | Tiago Machado (POR)   | 49.        |
| 194        | Tiago Antunes (POR)   | 140.       |
| 195        | Pedro Paulinho (POR)  | DNF-4      |
| 196        | Nicolás Sáenz (COL)   | 57.        |
| 197        | Gerard Armillas (ESP) | 125.       |

| Kelly-Simoldes-UDO KSU | Kelly-Simoldes-UDO KSU  | Kelly-Simoldes-UDO KSU |
| ---------------------- | ----------------------- | ---------------------- |
| Nr                     | Kolarz                  | Miejsce                |
| 201                    | Henrique Casimiro (POR) | 66.                    |
| 202                    | Luís Gomes (POR)        | 40.                    |

| bez drużyny ___ | bez drużyny ___           | bez drużyny ___ |
| --------------- | ------------------------- | --------------- |
| Nr              | Kolarz                    | Miejsce         |
| 203             | Venceslau Fernandes (POR) | 129.            |

| Kelly-Simoldes-UDO KSU | Kelly-Simoldes-UDO KSU   | Kelly-Simoldes-UDO KSU |
| ---------------------- | ------------------------ | ---------------------- |
| Nr                     | Kolarz                   | Miejsce                |
| 204                    | Rafael Lourenco (POR)    | 72.                    |
| 205                    | Pedro Miguel Lopes (POR) | 102.                   |
| 206                    | Fabio Costa (POR)        | 133.                   |
| 207                    | Pedro Lopes (POR)        | 158.                   |

| LA Alumínios-LA Sport LAA | LA Alumínios-LA Sport LAA | LA Alumínios-LA Sport LAA |
| ------------------------- | ------------------------- | ------------------------- |
| Nr                        | Kolarz                    | Miejsce                   |
| 211                       | Emanuel Duarte (POR)      | 136.                      |
| 212                       | Gonçalo Leaça (POR)       | 107.                      |
| 213                       | André Ramalho (POR)       | 91.                       |
| 214                       | David Ribeiro (POR)       | 149.                      |
| 215                       | Marvin Scheulen (POR)     | 120.                      |
| 216                       | Bruno Silva (POR)         | 138.                      |
| 217                       | Carlos Salgueiro (POR)    | 154.                      |

| Miranda-Mortágua MIR | Miranda-Mortágua MIR         | Miranda-Mortágua MIR |
| -------------------- | ---------------------------- | -------------------- |
| Nr                   | Kolarz                       | Miejsce              |
| 221                  | Hugo Sancho (POR)            | 103.                 |
| 222                  | Gaspar Gonçalves (POR)       | 89.                  |
| 223                  | Daniel Freitas (POR)         | 96.                  |
| 224                  | Joaquim Silva (POR)          | 50.                  |
| 225                  | João Barbosa (POR)           | 153.                 |
| 226                  | Ángel Sánchez Rebollid (ESP) | 115.                 |
| 227                  | Leangel Linarez (VEN)        | 160.                 |

| Rádio Popular-Boavista RPB | Rádio Popular-Boavista RPB  | Rádio Popular-Boavista RPB |
| -------------------------- | --------------------------- | -------------------------- |
| Nr                         | Kolarz                      | Miejsce                    |
| 231                        | Alberto Gallego (ESP)       | 41.                        |
| 232                        | João Benta (POR)            | 83.                        |
| 233                        | Gonçalo Carvalho (POR)      | 95.                        |
| 234                        | Afonso Silva (POR)          | 101.                       |
| 235                        | Luís Felipe Fernandes (POR) | 32.                        |
| 236                        | Hugo Nunes (POR)            | 74.                        |
| 237                        | David Rodrigues (POR)       | 90.                        |

| W52-FC Porto W52 | W52-FC Porto W52      | W52-FC Porto W52 |
| ---------------- | --------------------- | ---------------- |
| Nr               | Kolarz                | Miejsce          |
| 241              | Amaro Antunes (POR)   | 10.              |
| 242              | Ricardo Mestre (POR)  | 79.              |
| 243              | Daniel Mestre (POR)   | 56.              |
| 244              | Jorge Magalhães (POR) | 152.             |
| 245              | Edgar Pinto (POR)     | 34.              |
| 246              | João Rodrigues (POR)  | 48.              |
| 247              | Samuel Caldeira (POR) | 84.              |

| Astana AST | Astana AST               | Astana AST |
| ---------- | ------------------------ | ---------- |
| Nr         | Kolarz                   | Miejsce    |
| 1          | Miguel Ángel López (COL) | 3.         |
| 2          | Luis León Sánchez (ESP)  | DNS-5      |
| 3          | Żandos Biżygitow (KAZ)   | 117.       |
| 4          | Rodrigo Contreras (COL)  | 28.        |
| 5          | Davide Martinelli (ITA)  | 94.        |
| 6          | Jurij Natarow (KAZ)      | 62.        |
| 7          | Harold Tejada (COL)      | 23.        |

| Bora-Hansgrohe BOH | Bora-Hansgrohe BOH                  | Bora-Hansgrohe BOH |
| ------------------ | ----------------------------------- | ------------------ |
| Nr                 | Kolarz                              | Miejsce            |
| 11                 | Jean-Pierre Drucker (LUX)           | 82.                |
| 12                 | Felix Großschartner (AUT)           | 109.               |
| 13                 | Lennard Kämna (GER)                 | 7.                 |
| 14                 | Martin Laas (EST)                   | 124.               |
| 15                 | Lukas Pöstlberger (AUT)             | 88.                |
| 16                 | Maximilian Schachmann (GER) (szosa) | 2.                 |
| 17                 | Andreas Schillinger (GER)           | 130.               |

| CCC Team CCC | CCC Team CCC               | CCC Team CCC |
| ------------ | -------------------------- | ------------ |
| Nr           | Kolarz                     | Miejsce      |
| 21           | Greg Van Avermaet (BEL)    | 13.          |
| 22           | Matteo Trentin (ITA)       | 43.          |
| 23           | Simon Geschke (GER)        | 6.           |
| 24           | Michael Schär (SUI)        | 59.          |
| 25           | Gijs Van Hoecke (BEL)      | 63.          |
| 26           | Nathan Van Hooydonck (BEL) | 33.          |
| 27           | Patrick Bevin (NZL)        | 58.          |

| Cofidis COF | Cofidis COF                | Cofidis COF |
| ----------- | -------------------------- | ----------- |
| Nr          | Kolarz                     | Miejsce     |
| 31          | Elia Viviani (ITA) (szosa) | 132.        |
| 32          | Simone Consonni (ITA)      | DNS-5       |
| 33          | Mathias Le Turnier (FRA)   | 65.         |
| 34          | Luis Ángel Maté (ESP)      | 37.         |
| 35          | Marco Mathis (GER)         | 118.        |
| 36          | Fabio Sabatini (ITA)       | 157.        |
| 37          | Kenneth Vanbilsen (BEL)    | DNS-1       |

| Deceuninck-Quick Step DQT | Deceuninck-Quick Step DQT    | Deceuninck-Quick Step DQT |
| ------------------------- | ---------------------------- | ------------------------- |
| Nr                        | Kolarz                       | Miejsce                   |
| 41                        | João Almeida (POR)           | 9.                        |
| 42                        | Tim Declercq (BEL)           | 53.                       |
| 43                        | Remco Evenepoel (BEL) (ITT)  | 1.                        |
| 44                        | Fabio Jakobsen (NED) (szosa) | 131.                      |
| 45                        | Iljo Keisse (BEL)            | 137.                      |
| 46                        | Yves Lampaert (BEL)          | 75.                       |
| 47                        | Florian Sénéchal (FRA)       | 81.                       |

| Groupama-FDJ GFC | Groupama-FDJ GFC          | Groupama-FDJ GFC |
| ---------------- | ------------------------- | ---------------- |
| Nr               | Kolarz                    | Miejsce          |
| 51               | Alexys Brunel (FRA)       | DNF-3            |
| 52               | Kevin Geniets (LUX)       | 22.              |
| 53               | Simon Guglielmi (FRA)     | 71.              |
| 54               | Stefan Küng (SUI) (szosa) | 30.              |
| 55               | Olivier Le Gac (FRA)      | 25.              |
| 56               | Tobias Ludvigsson (SWE)   | 47.              |
| 57               | Jake Stewart (GBR)        | 110.             |

| Israel Start-Up Nation ISN | Israel Start-Up Nation ISN | Israel Start-Up Nation ISN |
| -------------------------- | -------------------------- | -------------------------- |
| Nr                         | Kolarz                     | Miejsce                    |
| 61                         | Daniel Martin (IRL)        | 11.                        |
| 62                         | Guillaume Boivin (CAN)     | 86.                        |
| 63                         | Davide Cimolai (ITA)       | 106.                       |
| 64                         | Nils Politt (GER)          | 52.                        |
| 65                         | Jenthe Biermans (BEL)      | 80.                        |
| 66                         | Reto Hollenstein (SUI)     | 69.                        |
| 67                         | Mads Würtz Schmidt (DEN)   | 38.                        |

| Lotto-Soudal LTS | Lotto-Soudal LTS       | Lotto-Soudal LTS |
| ---------------- | ---------------------- | ---------------- |
| Nr               | Kolarz                 | Miejsce          |
| 71               | Jonathan Dibben (GBR)  | 127.             |
| 72               | Philippe Gilbert (BEL) | 31.              |
| 73               | Roger Kluge (GER)      | DNF-4            |
| 74               | Nikolas Maes (BEL)     | DNS-5            |
| 75               | Brent Van Moer (BEL)   | 51.              |
| 77               | Tim Wellens (BEL)      | 5.               |
| 78               | Frederik Frison (BEL)  | 68.              |

| Team Ineos INS | Team Ineos INS           | Team Ineos INS |
| -------------- | ------------------------ | -------------- |
| Nr             | Kolarz                   | Miejsce        |
| 81             | Rohan Dennis (AUS) (ITT) | 55.            |
| 82             | Michał Kwiatkowski (POL) | 14.            |
| 83             | Luke Rowe (GBR)          | 119.           |
| 84             | Ben Swift (GBR) (szosa)  | 20.            |
| 85             | Geraint Thomas (GBR)     | 21.            |
| 86             | Dylan van Baarle (NED)   | DNS-1          |
| 87             | Cameron Wurf (AUS)       | 97.            |

| Team Sunweb SUN | Team Sunweb SUN       | Team Sunweb SUN |
| --------------- | --------------------- | --------------- |
| Nr              | Kolarz                | Miejsce         |
| 91              | Nikias Arndt (GER)    | 77.             |
| 92              | Cees Bol (NED)        | 112.            |
| 93              | Nico Denz (GER)       | 128.            |
| 94              | Nils Eekhoff (NED)    | 119.            |
| 95              | Casper Pedersen (DEN) | 64.             |
| 96              | Jasha Sütterlin (GER) | 123.            |
| 97              | Ilan Van Wilder (BEL) | 17.             |

| Trek-Segafredo TFS | Trek-Segafredo TFS    | Trek-Segafredo TFS |
| ------------------ | --------------------- | ------------------ |
| Nr                 | Kolarz                | Miejsce            |
| 101                | Koen de Kort (NED)    | DNS-4              |
| 102                | Bauke Mollema (NED)   | 8.                 |
| 103                | Ryan Mullen (IRL)     | 111.               |
| 104                | Vincenzo Nibali (ITA) | 12.                |
| 105                | Antonio Nibali (ITA)  | 54.                |
| 106                | Jasper Stuyven (BEL)  | 150.               |
| 107                | Edward Theuns (BEL)   | DNS-5              |

| UAE Team Emirates UAD | UAE Team Emirates UAD    | UAE Team Emirates UAD |
| --------------------- | ------------------------ | --------------------- |
| Nr                    | Kolarz                   | Miejsce               |
| 111                   | Mikkel Bjerg (DEN)       | 116.                  |
| 112                   | Tom Bohli (SUI)          | 143.                  |
| 113                   | Rui Costa (POR)          | 4.                    |
| 114                   | Joe Dombrowski (USA)     | 29.                   |
| 115                   | Alexander Kristoff (NOR) | 73.                   |
| 116                   | Ivo Oliveira (POR)       | 113.                  |
| 117                   | Jan Polanc (SLO)         | 15.                   |

| Alpecin-Fenix AFC | Alpecin-Fenix AFC          | Alpecin-Fenix AFC |
| ----------------- | -------------------------- | ----------------- |
| Nr                | Kolarz                     | Miejsce           |
| 121               | Mathieu van der Poel (NED) | 45.               |
| 122               | Dries De Bondt (BEL)       | 100.              |
| 123               | Senne Leysen (BEL)         | 92.               |
| 124               | Sacha Modolo (ITA)         | 99.               |
| 126               | Kristian Sbaragli (ITA)    | 35.               |
| 127               | Otto Vergaerde (BEL)       | 67.               |

| Caja Rural-Seguros RGA CJR | Caja Rural-Seguros RGA CJR | Caja Rural-Seguros RGA CJR |
| -------------------------- | -------------------------- | -------------------------- |
| Nr                         | Kolarz                     | Miejsce                    |
| 131                        | Jon Aberasturi (ESP)       | 104.                       |
| 132                        | David González López (ESP) | 145.                       |
| 133                        | Aritz Bagües (ESP)         | 105.                       |
| 134                        | Oier Lazkano (ESP)         | 91.                        |
| 135                        | Héctor Sáez (ESP)          | 61.                        |
| 136                        | Matteo Malucelli (ITA)     | 139.                       |
| 137                        | Juan Fernando Calle (COL)  | 46.                        |

| Circus-Wanty Gobert CWG | Circus-Wanty Gobert CWG | Circus-Wanty Gobert CWG |
| ----------------------- | ----------------------- | ----------------------- |
| Nr                      | Kolarz                  | Miejsce                 |
| 141                     | Aimé De Gendt (BEL)     | 122.                    |
| 142                     | Tom Devriendt (BEL)     | 142.                    |
| 143                     | Wesley Kreder (NED)     | 151.                    |
| 144                     | Xandro Meurisse (BEL)   | 18.                     |
| 145                     | Simone Petilli (ITA)    | 36.                     |
| 146                     | Boy van Poppel (NED)    | 156.                    |
| 147                     | Danny van Poppel (NED)  | 135.                    |

| Fundación-Orbea FOR | Fundación-Orbea FOR   | Fundación-Orbea FOR |
| ------------------- | --------------------- | ------------------- |
| Nr                  | Kolarz                | Miejsce             |
| 151                 | Mikel Aristi (ESP)    | 144.                |
| 152                 | Antonio Angulo (ESP)  | 114.                |
| 153                 | Julen Irizar (ESP)    | 70.                 |
| 154                 | Garikoitz Bravo (ESP) | 44.                 |
| 155                 | Gotzon Martín (ESP)   | 39.                 |
| 156                 | Diego López (ESP)     | 147.                |
| 157                 | Iker Ballarin (ESP)   | 98.                 |

| Uno-X Norwegian Development UXT | Uno-X Norwegian Development UXT | Uno-X Norwegian Development UXT |
| ------------------------------- | ------------------------------- | ------------------------------- |
| Nr                              | Kolarz                          | Miejsce                         |
| 161                             | Daniel Hoelgaard (NOR)          | 85.                             |
| 162                             | Markus Hoelgaard (NOR)          | 42.                             |
| 163                             | Anders Skaarseth (NOR)          | 78.                             |
| 164                             | Erik Nordsæter Resell (NOR)     | 87.                             |
| 165                             | Kristian Kulset (NOR)           | 120.                            |
| 166                             | Torjus Sleen (NOR)              | 27.                             |
| 167                             | Andreas Leknessund (NOR)        | 19.                             |

| Atum General-Tavira-Maria Nova Hotel ATM | Atum General-Tavira-Maria Nova Hotel ATM | Atum General-Tavira-Maria Nova Hotel ATM |
| ---------------------------------------- | ---------------------------------------- | ---------------------------------------- |
| Nr                                       | Kolarz                                   | Miejsce                                  |
| 171                                      | Frederico Figueiredo (POR)               | 26.                                      |
| 172                                      | Aleksandr Grigorjew (RUS)                | 121.                                     |
| 173                                      | Álvaro Trueba (ESP)                      | 159.                                     |
| 174                                      | César Martingil (POR)                    | 148.                                     |
| 175                                      | Alejandro Marque (ESP)                   | 24.                                      |
| 176                                      | David Livramento (POR)                   | 161.                                     |
| 177                                      | Valter Pereira (POR)                     |                                          |

| Aviludo-Louletano AVL | Aviludo-Louletano AVL          | Aviludo-Louletano AVL |
| --------------------- | ------------------------------ | --------------------- |
| Nr                    | Kolarz                         | Miejsce               |
| 181                   | Vicente García de Mateos (ESP) | 16.                   |
| 182                   | Nuno Meireles (POR)            | 155.                  |
| 183                   | David de la Fuente (ESP)       | 108.                  |
| 184                   | João Matias (POR)              | DNF-2                 |
| 185                   | Jesús del Pino (ESP)           | 134.                  |
| 186                   | André Evangelista (POR)        | OTL-5                 |
| 187                   | Óscar Hernández (ESP)          | 76.                   |

| Efapel EFP | Efapel EFP            | Efapel EFP |
| ---------- | --------------------- | ---------- |
| Nr         | Kolarz                | Miejsce    |
| 191        | Sérgio Paulinho (POR) | 146.       |
| 192        | Luís Mendonça (POR)   | 60.        |
| 193        | Tiago Machado (POR)   | 49.        |
| 194        | Tiago Antunes (POR)   | 140.       |
| 195        | Pedro Paulinho (POR)  | DNF-4      |
| 196        | Nicolás Sáenz (COL)   | 57.        |
| 197        | Gerard Armillas (ESP) | 125.       |

| Kelly-Simoldes-UDO KSU | Kelly-Simoldes-UDO KSU  | Kelly-Simoldes-UDO KSU |
| ---------------------- | ----------------------- | ---------------------- |
| Nr                     | Kolarz                  | Miejsce                |
| 201                    | Henrique Casimiro (POR) | 66.                    |
| 202                    | Luís Gomes (POR)        | 40.                    |

| bez drużyny ___ | bez drużyny ___           | bez drużyny ___ |
| --------------- | ------------------------- | --------------- |
| Nr              | Kolarz                    | Miejsce         |
| 203             | Venceslau Fernandes (POR) | 129.            |

| Kelly-Simoldes-UDO KSU | Kelly-Simoldes-UDO KSU   | Kelly-Simoldes-UDO KSU |
| ---------------------- | ------------------------ | ---------------------- |
| Nr                     | Kolarz                   | Miejsce                |
| 204                    | Rafael Lourenco (POR)    | 72.                    |
| 205                    | Pedro Miguel Lopes (POR) | 102.                   |
| 206                    | Fabio Costa (POR)        | 133.                   |
| 207                    | Pedro Lopes (POR)        | 158.                   |

| LA Alumínios-LA Sport LAA | LA Alumínios-LA Sport LAA | LA Alumínios-LA Sport LAA |
| ------------------------- | ------------------------- | ------------------------- |
| Nr                        | Kolarz                    | Miejsce                   |
| 211                       | Emanuel Duarte (POR)      | 136.                      |
| 212                       | Gonçalo Leaça (POR)       | 107.                      |
| 213                       | André Ramalho (POR)       | 91.                       |
| 214                       | David Ribeiro (POR)       | 149.                      |
| 215                       | Marvin Scheulen (POR)     | 120.                      |
| 216                       | Bruno Silva (POR)         | 138.                      |
| 217                       | Carlos Salgueiro (POR)    | 154.                      |

| Miranda-Mortágua MIR | Miranda-Mortágua MIR         | Miranda-Mortágua MIR |
| -------------------- | ---------------------------- | -------------------- |
| Nr                   | Kolarz                       | Miejsce              |
| 221                  | Hugo Sancho (POR)            | 103.                 |
| 222                  | Gaspar Gonçalves (POR)       | 89.                  |
| 223                  | Daniel Freitas (POR)         | 96.                  |
| 224                  | Joaquim Silva (POR)          | 50.                  |
| 225                  | João Barbosa (POR)           | 153.                 |
| 226                  | Ángel Sánchez Rebollid (ESP) | 115.                 |
| 227                  | Leangel Linarez (VEN)        | 160.                 |

| Rádio Popular-Boavista RPB | Rádio Popular-Boavista RPB  | Rádio Popular-Boavista RPB |
| -------------------------- | --------------------------- | -------------------------- |
| Nr                         | Kolarz                      | Miejsce                    |
| 231                        | Alberto Gallego (ESP)       | 41.                        |
| 232                        | João Benta (POR)            | 83.                        |
| 233                        | Gonçalo Carvalho (POR)      | 95.                        |
| 234                        | Afonso Silva (POR)          | 101.                       |
| 235                        | Luís Felipe Fernandes (POR) | 32.                        |
| 236                        | Hugo Nunes (POR)            | 74.                        |
| 237                        | David Rodrigues (POR)       | 90.                        |

| W52-FC Porto W52 | W52-FC Porto W52      | W52-FC Porto W52 |
| ---------------- | --------------------- | ---------------- |
| Nr               | Kolarz                | Miejsce          |
| 241              | Amaro Antunes (POR)   | 10.              |
| 242              | Ricardo Mestre (POR)  | 79.              |
| 243              | Daniel Mestre (POR)   | 56.              |
| 244              | Jorge Magalhães (POR) | 152.             |
| 245              | Edgar Pinto (POR)     | 34.              |
| 246              | João Rodrigues (POR)  | 48.              |
| 247              | Samuel Caldeira (POR) | 84.              |

Legenda: DNF – nie ukończył etapu, OTL – przekroczył limit czasu, DNS – nie wystartował do etapu, DSQ – zdyskwalifikowany. Numer przy skrócie oznacza etap, na którym kolarz opuścił wyścig.

## Wyniki etapów

### Etap 1
| \| Klasyfikacja etapu \| Klasyfikacja etapu \| Klasyfikacja etapu \| Klasyfikacja etapu \| Klasyfikacja etapu \| \| Kolarz \| Kolarz \| Państwo \| Drużyna \| Czas \| \| ------------------ \| ------------------ \| ------------------ \| --------------------------- \| ------------------ \| \| 1. \| Fabio Jakobsen \| Holandia \| Deceuninck-Quick Step \| 4h 55' 37" \| \| 2. \| Elia Viviani \| Włochy \| Cofidis \| + 0" \| \| 3. \| Matteo Trentin \| Włochy \| CCC Team \| + 0" \| \| 4. \| Alexander Kristoff \| Norwegia \| UAE Team Emirates \| + 0" \| \| 5. \| Jon Aberasturi \| Hiszpania \| Caja Rural-Seguros RGA \| + 0" \| \| 6. \| Cees Bol \| Holandia \| Team Sunweb \| + 0" \| \| 7. \| Roger Kluge \| Niemcy \| Lotto-Soudal \| + 0" \| \| 8. \| Davide Cimolai \| Włochy \| Israel Start-Up Nation \| + 0" \| \| 9. \| Daniel Hoelgaard \| Norwegia \| Uno-X Norwegian Development \| + 0" \| \| 10. \| Edward Theuns \| Belgia \| Trek-Segafredo \| + 0" \| |                    |           |                             |            |
| |                    |           |                             |            |
| Źródło: ProCyclingStats |                    |           |                             |            |
| Klasyfikacja etapu |                    |           |                             |            |
| Kolarz | Kolarz             | Państwo   | Drużyna                     | Czas       |
| 1. | Fabio Jakobsen     | Holandia  | Deceuninck-Quick Step       | 4h 55' 37" |
| 2. | Elia Viviani       | Włochy    | Cofidis                     | + 0"       |
| 3. | Matteo Trentin     | Włochy    | CCC Team                    | + 0"       |
| 4. | Alexander Kristoff | Norwegia  | UAE Team Emirates           | + 0"       |
| 5. | Jon Aberasturi     | Hiszpania | Caja Rural-Seguros RGA      | + 0"       |
| 6. | Cees Bol           | Holandia  | Team Sunweb                 | + 0"       |
| 7. | Roger Kluge        | Niemcy    | Lotto-Soudal                | + 0"       |
| 8. | Davide Cimolai     | Włochy    | Israel Start-Up Nation      | + 0"       |
| 9. | Daniel Hoelgaard   | Norwegia  | Uno-X Norwegian Development | + 0"       |
| 10. | Edward Theuns      | Belgia    | Trek-Segafredo              | + 0"       |

| \| Klasyfikacja generalna \| Klasyfikacja generalna \| Klasyfikacja generalna \| Klasyfikacja generalna \| Klasyfikacja generalna \| \| Kolarz \| Kolarz \| Państwo \| Drużyna \| Czas \| \| ---------------------- \| ---------------------- \| ---------------------- \| --------------------------- \| ---------------------- \| \| 1. \| Fabio Jakobsen \| Holandia \| Deceuninck-Quick Step \| 4h 55' 37" \| \| 2. \| Elia Viviani \| Włochy \| Cofidis \| + 0" \| \| 3. \| Matteo Trentin \| Włochy \| CCC Team \| + 0" \| \| 4. \| Alexander Kristoff \| Norwegia \| UAE Team Emirates \| + 0" \| \| 5. \| Jon Aberasturi \| Hiszpania \| Caja Rural-Seguros RGA \| + 0" \| \| 6. \| Cees Bol \| Holandia \| Team Sunweb \| + 0" \| \| 7. \| Roger Kluge \| Niemcy \| Lotto-Soudal \| + 0" \| \| 8. \| Davide Cimolai \| Włochy \| Israel Start-Up Nation \| + 0" \| \| 9. \| Daniel Hoelgaard \| Norwegia \| Uno-X Norwegian Development \| + 0" \| \| 10. \| Edward Theuns \| Belgia \| Trek-Segafredo \| + 0" \| |                    |           |                             |            |
| |                    |           |                             |            |
| Źródło: ProCyclingStats |                    |           |                             |            |
| Klasyfikacja generalna |                    |           |                             |            |
| Kolarz | Kolarz             | Państwo   | Drużyna                     | Czas       |
| 1. | Fabio Jakobsen     | Holandia  | Deceuninck-Quick Step       | 4h 55' 37" |
| 2. | Elia Viviani       | Włochy    | Cofidis                     | + 0"       |
| 3. | Matteo Trentin     | Włochy    | CCC Team                    | + 0"       |
| 4. | Alexander Kristoff | Norwegia  | UAE Team Emirates           | + 0"       |
| 5. | Jon Aberasturi     | Hiszpania | Caja Rural-Seguros RGA      | + 0"       |
| 6. | Cees Bol           | Holandia  | Team Sunweb                 | + 0"       |
| 7. | Roger Kluge        | Niemcy    | Lotto-Soudal                | + 0"       |
| 8. | Davide Cimolai     | Włochy    | Israel Start-Up Nation      | + 0"       |
| 9. | Daniel Hoelgaard   | Norwegia  | Uno-X Norwegian Development | + 0"       |
| 10. | Edward Theuns      | Belgia    | Trek-Segafredo              | + 0"       |

### Etap 2
| \| Klasyfikacja etapu \| Klasyfikacja etapu \| Klasyfikacja etapu \| Klasyfikacja etapu \| Klasyfikacja etapu \| \| Kolarz \| Kolarz \| Państwo \| Drużyna \| Czas \| \| ------------------ \| --------------------- \| ------------------ \| ------------------------------------ \| ------------------ \| \| 1. \| Remco Evenepoel \| Belgia \| Deceuninck-Quick Step \| 4h 46' 38" \| \| 2. \| Maximilian Schachmann \| Niemcy \| Bora-Hansgrohe \| + 0" \| \| 3. \| Daniel Martin \| Irlandia \| Israel Start-Up Nation \| + 2" \| \| 4. \| Rui Costa \| Portugalia \| UAE Team Emirates \| + 2" \| \| 5. \| Tim Wellens \| Belgia \| Lotto-Soudal \| + 2" \| \| 6. \| Miguel Ángel López \| Kolumbia \| Astana \| + 5" \| \| 7. \| Frederico Figueiredo \| Portugalia \| Atum General-Tavira-Maria Nova Hotel \| + 8" \| \| 8. \| Vincenzo Nibali \| Włochy \| Trek-Segafredo \| + 8" \| \| 9. \| Bauke Mollema \| Holandia \| Trek-Segafredo \| + 8" \| \| 10. \| Amaro Antunes \| Portugalia \| W52-FC Porto \| + 8" \| |                       |            |                                      |            |
| |                       |            |                                      |            |
| Źródło: ProCyclingStats |                       |            |                                      |            |
| Klasyfikacja etapu |                       |            |                                      |            |
| Kolarz | Kolarz                | Państwo    | Drużyna                              | Czas       |
| 1. | Remco Evenepoel       | Belgia     | Deceuninck-Quick Step                | 4h 46' 38" |
| 2. | Maximilian Schachmann | Niemcy     | Bora-Hansgrohe                       | + 0"       |
| 3. | Daniel Martin         | Irlandia   | Israel Start-Up Nation               | + 2"       |
| 4. | Rui Costa             | Portugalia | UAE Team Emirates                    | + 2"       |
| 5. | Tim Wellens           | Belgia     | Lotto-Soudal                         | + 2"       |
| 6. | Miguel Ángel López    | Kolumbia   | Astana                               | + 5"       |
| 7. | Frederico Figueiredo  | Portugalia | Atum General-Tavira-Maria Nova Hotel | + 8"       |
| 8. | Vincenzo Nibali       | Włochy     | Trek-Segafredo                       | + 8"       |
| 9. | Bauke Mollema         | Holandia   | Trek-Segafredo                       | + 8"       |
| 10. | Amaro Antunes         | Portugalia | W52-FC Porto                         | + 8"       |

| \| Klasyfikacja generalna \| Klasyfikacja generalna \| Klasyfikacja generalna \| Klasyfikacja generalna \| Klasyfikacja generalna \| \| Kolarz \| Kolarz \| Państwo \| Drużyna \| Czas \| \| ---------------------- \| ---------------------- \| ---------------------- \| ------------------------------------ \| ---------------------- \| \| 1. \| Remco Evenepoel \| Belgia \| Deceuninck-Quick Step \| 9h 42' 15" \| \| 2. \| Maximilian Schachmann \| Niemcy \| Bora-Hansgrohe \| + 0" \| \| 3. \| Rui Costa \| Portugalia \| UAE Team Emirates \| + 2" \| \| 4. \| Daniel Martin \| Irlandia \| Israel Start-Up Nation \| + 2" \| \| 5. \| Tim Wellens \| Belgia \| Lotto-Soudal \| + 2" \| \| 6. \| Miguel Ángel López \| Kolumbia \| Astana \| + 5" \| \| 7. \| Amaro Antunes \| Portugalia \| W52-FC Porto \| + 8" \| \| 8. \| Vincenzo Nibali \| Włochy \| Trek-Segafredo \| + 8" \| \| 9. \| Bauke Mollema \| Holandia \| Trek-Segafredo \| + 8" \| \| 10. \| Frederico Figueiredo \| Portugalia \| Atum General-Tavira-Maria Nova Hotel \| + 8" \| |                       |            |                                      |            |
| |                       |            |                                      |            |
| Źródło: ProCyclingStats |                       |            |                                      |            |
| Klasyfikacja generalna |                       |            |                                      |            |
| Kolarz | Kolarz                | Państwo    | Drużyna                              | Czas       |
| 1. | Remco Evenepoel       | Belgia     | Deceuninck-Quick Step                | 9h 42' 15" |
| 2. | Maximilian Schachmann | Niemcy     | Bora-Hansgrohe                       | + 0"       |
| 3. | Rui Costa             | Portugalia | UAE Team Emirates                    | + 2"       |
| 4. | Daniel Martin         | Irlandia   | Israel Start-Up Nation               | + 2"       |
| 5. | Tim Wellens           | Belgia     | Lotto-Soudal                         | + 2"       |
| 6. | Miguel Ángel López    | Kolumbia   | Astana                               | + 5"       |
| 7. | Amaro Antunes         | Portugalia | W52-FC Porto                         | + 8"       |
| 8. | Vincenzo Nibali       | Włochy     | Trek-Segafredo                       | + 8"       |
| 9. | Bauke Mollema         | Holandia   | Trek-Segafredo                       | + 8"       |
| 10. | Frederico Figueiredo  | Portugalia | Atum General-Tavira-Maria Nova Hotel | + 8"       |

### Etap 3
| \| Klasyfikacja etapu \| Klasyfikacja etapu \| Klasyfikacja etapu \| Klasyfikacja etapu \| Klasyfikacja etapu \| \| Kolarz \| Kolarz \| Państwo \| Drużyna \| Czas \| \| ------------------ \| ------------------ \| ------------------ \| --------------------------- \| ------------------ \| \| 1. \| Cees Bol \| Holandia \| Team Sunweb \| 5h 00' 51" \| \| 2. \| Sacha Modolo \| Włochy \| Alpecin-Fenix \| + 0" \| \| 3. \| Fabio Jakobsen \| Holandia \| Deceuninck-Quick Step \| + 0" \| \| 4. \| Alexander Kristoff \| Norwegia \| UAE Team Emirates \| + 0" \| \| 5. \| Daniel Hoelgaard \| Norwegia \| Uno-X Norwegian Development \| + 0" \| \| 6. \| Ryan Mullen \| Irlandia \| Trek-Segafredo \| + 0" \| \| 7. \| Elia Viviani \| Włochy \| Cofidis \| + 0" \| \| 8. \| Roger Kluge \| Niemcy \| Lotto-Soudal \| + 0" \| \| 9. \| Jon Aberasturi \| Hiszpania \| Caja Rural-Seguros RGA \| + 0" \| \| 10. \| Tom Devriendt \| Belgia \| Circus-Wanty Gobert \| + 0" \| |                    |           |                             |            |
| |                    |           |                             |            |
| Źródło: ProCyclingStats |                    |           |                             |            |
| Klasyfikacja etapu |                    |           |                             |            |
| Kolarz | Kolarz             | Państwo   | Drużyna                     | Czas       |
| 1. | Cees Bol           | Holandia  | Team Sunweb                 | 5h 00' 51" |
| 2. | Sacha Modolo       | Włochy    | Alpecin-Fenix               | + 0"       |
| 3. | Fabio Jakobsen     | Holandia  | Deceuninck-Quick Step       | + 0"       |
| 4. | Alexander Kristoff | Norwegia  | UAE Team Emirates           | + 0"       |
| 5. | Daniel Hoelgaard   | Norwegia  | Uno-X Norwegian Development | + 0"       |
| 6. | Ryan Mullen        | Irlandia  | Trek-Segafredo              | + 0"       |
| 7. | Elia Viviani       | Włochy    | Cofidis                     | + 0"       |
| 8. | Roger Kluge        | Niemcy    | Lotto-Soudal                | + 0"       |
| 9. | Jon Aberasturi     | Hiszpania | Caja Rural-Seguros RGA      | + 0"       |
| 10. | Tom Devriendt      | Belgia    | Circus-Wanty Gobert         | + 0"       |

| \| Klasyfikacja generalna \| Klasyfikacja generalna \| Klasyfikacja generalna \| Klasyfikacja generalna \| Klasyfikacja generalna \| \| Kolarz \| Kolarz \| Państwo \| Drużyna \| Czas \| \| ---------------------- \| ---------------------- \| ---------------------- \| ------------------------------------ \| ---------------------- \| \| 1. \| Remco Evenepoel \| Belgia \| Deceuninck-Quick Step \| 14h 43' 06" \| \| 2. \| Maximilian Schachmann \| Niemcy \| Bora-Hansgrohe \| + 0" \| \| 3. \| Daniel Martin \| Irlandia \| Israel Start-Up Nation \| + 2" \| \| 4. \| Rui Costa \| Portugalia \| UAE Team Emirates \| + 2" \| \| 5. \| Tim Wellens \| Belgia \| Lotto-Soudal \| + 2" \| \| 6. \| Miguel Ángel López \| Kolumbia \| Astana \| + 5" \| \| 7. \| Amaro Antunes \| Portugalia \| W52-FC Porto \| + 8" \| \| 8. \| Vincenzo Nibali \| Włochy \| Trek-Segafredo \| + 8" \| \| 9. \| Bauke Mollema \| Holandia \| Trek-Segafredo \| + 8" \| \| 10. \| Frederico Figueiredo \| Portugalia \| Atum General-Tavira-Maria Nova Hotel \| + 8" \| |                       |            |                                      |             |
| |                       |            |                                      |             |
| Źródło: ProCyclingStats |                       |            |                                      |             |
| Klasyfikacja generalna |                       |            |                                      |             |
| Kolarz | Kolarz                | Państwo    | Drużyna                              | Czas        |
| 1. | Remco Evenepoel       | Belgia     | Deceuninck-Quick Step                | 14h 43' 06" |
| 2. | Maximilian Schachmann | Niemcy     | Bora-Hansgrohe                       | + 0"        |
| 3. | Daniel Martin         | Irlandia   | Israel Start-Up Nation               | + 2"        |
| 4. | Rui Costa             | Portugalia | UAE Team Emirates                    | + 2"        |
| 5. | Tim Wellens           | Belgia     | Lotto-Soudal                         | + 2"        |
| 6. | Miguel Ángel López    | Kolumbia   | Astana                               | + 5"        |
| 7. | Amaro Antunes         | Portugalia | W52-FC Porto                         | + 8"        |
| 8. | Vincenzo Nibali       | Włochy     | Trek-Segafredo                       | + 8"        |
| 9. | Bauke Mollema         | Holandia   | Trek-Segafredo                       | + 8"        |
| 10. | Frederico Figueiredo  | Portugalia | Atum General-Tavira-Maria Nova Hotel | + 8"        |

### Etap 4
| \| Klasyfikacja etapu \| Klasyfikacja etapu \| Klasyfikacja etapu \| Klasyfikacja etapu \| Klasyfikacja etapu \| \| Kolarz \| Kolarz \| Państwo \| Drużyna \| Czas \| \| ------------------ \| --------------------- \| ------------------ \| ---------------------- \| ------------------ \| \| 1. \| Miguel Ángel López \| Kolumbia \| Astana \| 4h 32' 25" \| \| 2. \| Daniel Martin \| Irlandia \| Israel Start-Up Nation \| + 2" \| \| 3. \| Remco Evenepoel \| Belgia \| Deceuninck-Quick Step \| + 4" \| \| 4. \| Maximilian Schachmann \| Niemcy \| Bora-Hansgrohe \| + 4" \| \| 5. \| Rui Costa \| Portugalia \| UAE Team Emirates \| + 5" \| \| 6. \| Simon Geschke \| Niemcy \| CCC Team \| + 14" \| \| 7. \| Amaro Antunes \| Portugalia \| W52-FC Porto \| + 14" \| \| 8. \| Bauke Mollema \| Holandia \| Trek-Segafredo \| + 14" \| \| 9. \| Jan Polanc \| Słowenia \| UAE Team Emirates \| + 19" \| \| 10. \| Tim Wellens \| Belgia \| Lotto-Soudal \| + 21" \| |                       |            |                        |            |
| |                       |            |                        |            |
| Źródło: ProCyclingStats |                       |            |                        |            |
| Klasyfikacja etapu |                       |            |                        |            |
| Kolarz | Kolarz                | Państwo    | Drużyna                | Czas       |
| 1. | Miguel Ángel López    | Kolumbia   | Astana                 | 4h 32' 25" |
| 2. | Daniel Martin         | Irlandia   | Israel Start-Up Nation | + 2"       |
| 3. | Remco Evenepoel       | Belgia     | Deceuninck-Quick Step  | + 4"       |
| 4. | Maximilian Schachmann | Niemcy     | Bora-Hansgrohe         | + 4"       |
| 5. | Rui Costa             | Portugalia | UAE Team Emirates      | + 5"       |
| 6. | Simon Geschke         | Niemcy     | CCC Team               | + 14"      |
| 7. | Amaro Antunes         | Portugalia | W52-FC Porto           | + 14"      |
| 8. | Bauke Mollema         | Holandia   | Trek-Segafredo         | + 14"      |
| 9. | Jan Polanc            | Słowenia   | UAE Team Emirates      | + 19"      |
| 10. | Tim Wellens           | Belgia     | Lotto-Soudal           | + 21"      |

| \| Klasyfikacja generalna \| Klasyfikacja generalna \| Klasyfikacja generalna \| Klasyfikacja generalna \| Klasyfikacja generalna \| \| Kolarz \| Kolarz \| Państwo \| Drużyna \| Czas \| \| ---------------------- \| ---------------------- \| ---------------------- \| ------------------------------------ \| ---------------------- \| \| 1. \| Remco Evenepoel \| Belgia \| Deceuninck-Quick Step \| 18h 59' 35" \| \| 2. \| Daniel Martin \| Irlandia \| Israel Start-Up Nation \| + 0" \| \| 3. \| Maximilian Schachmann \| Niemcy \| Bora-Hansgrohe \| + 0" \| \| 4. \| Miguel Ángel López \| Kolumbia \| Astana \| + 1" \| \| 5. \| Rui Costa \| Portugalia \| UAE Team Emirates \| + 3" \| \| 6. \| Amaro Antunes \| Portugalia \| W52-FC Porto \| + 18" \| \| 7. \| Bauke Mollema \| Holandia \| Trek-Segafredo \| + 18" \| \| 8. \| Tim Wellens \| Belgia \| Lotto-Soudal \| + 19" \| \| 9. \| Simon Geschke \| Niemcy \| CCC Team \| + 24" \| \| 10. \| Frederico Figueiredo \| Portugalia \| Atum General-Tavira-Maria Nova Hotel \| + 31" \| |                       |            |                                      |             |
| |                       |            |                                      |             |
| Źródło: ProCyclingStats |                       |            |                                      |             |
| Klasyfikacja generalna |                       |            |                                      |             |
| Kolarz | Kolarz                | Państwo    | Drużyna                              | Czas        |
| 1. | Remco Evenepoel       | Belgia     | Deceuninck-Quick Step                | 18h 59' 35" |
| 2. | Daniel Martin         | Irlandia   | Israel Start-Up Nation               | + 0"        |
| 3. | Maximilian Schachmann | Niemcy     | Bora-Hansgrohe                       | + 0"        |
| 4. | Miguel Ángel López    | Kolumbia   | Astana                               | + 1"        |
| 5. | Rui Costa             | Portugalia | UAE Team Emirates                    | + 3"        |
| 6. | Amaro Antunes         | Portugalia | W52-FC Porto                         | + 18"       |
| 7. | Bauke Mollema         | Holandia   | Trek-Segafredo                       | + 18"       |
| 8. | Tim Wellens           | Belgia     | Lotto-Soudal                         | + 19"       |
| 9. | Simon Geschke         | Niemcy     | CCC Team                             | + 24"       |
| 10. | Frederico Figueiredo  | Portugalia | Atum General-Tavira-Maria Nova Hotel | + 31"       |

### Etap 5
| \| Klasyfikacja etapu \| Klasyfikacja etapu \| Klasyfikacja etapu \| Klasyfikacja etapu \| Klasyfikacja etapu \| \| Kolarz \| Kolarz \| Państwo \| Drużyna \| Czas \| \| ------------------ \| --------------------- \| ------------------ \| ---------------------- \| ------------------ \| \| 1. \| Remco Evenepoel \| Belgia \| Deceuninck-Quick Step \| 24' 07" \| \| 2. \| Rohan Dennis \| Australia \| Team Ineos \| + 10" \| \| 3. \| Stefan Küng \| Szwajcaria \| Groupama-FDJ \| + 19" \| \| 4. \| Maximilian Schachmann \| Niemcy \| Bora-Hansgrohe \| + 38" \| \| 5. \| Miguel Ángel López \| Kolumbia \| Astana \| + 38" \| \| 6. \| Michał Kwiatkowski \| Polska \| Team Ineos \| + 38" \| \| 7. \| Patrick Bevin \| Nowa Zelandia \| CCC Team \| + 38" \| \| 8. \| Yves Lampaert \| Belgia \| Deceuninck-Quick Step \| + 46" \| \| 9. \| Nils Politt \| Niemcy \| Israel Start-Up Nation \| + 47" \| \| 10. \| Mads Würtz Schmidt \| Dania \| Israel Start-Up Nation \| + 48" \| |                       |               |                        |         |
| |                       |               |                        |         |
| Źródło: ProCyclingStats |                       |               |                        |         |
| Klasyfikacja etapu |                       |               |                        |         |
| Kolarz | Kolarz                | Państwo       | Drużyna                | Czas    |
| 1. | Remco Evenepoel       | Belgia        | Deceuninck-Quick Step  | 24' 07" |
| 2. | Rohan Dennis          | Australia     | Team Ineos             | + 10"   |
| 3. | Stefan Küng           | Szwajcaria    | Groupama-FDJ           | + 19"   |
| 4. | Maximilian Schachmann | Niemcy        | Bora-Hansgrohe         | + 38"   |
| 5. | Miguel Ángel López    | Kolumbia      | Astana                 | + 38"   |
| 6. | Michał Kwiatkowski    | Polska        | Team Ineos             | + 38"   |
| 7. | Patrick Bevin         | Nowa Zelandia | CCC Team               | + 38"   |
| 8. | Yves Lampaert         | Belgia        | Deceuninck-Quick Step  | + 46"   |
| 9. | Nils Politt           | Niemcy        | Israel Start-Up Nation | + 47"   |
| 10. | Mads Würtz Schmidt    | Dania         | Israel Start-Up Nation | + 48"   |

## Klasyfikacje

### Klasyfikacja generalna
| \| Klasyfikacja generalna \| Klasyfikacja generalna \| Klasyfikacja generalna \| Klasyfikacja generalna \| Klasyfikacja generalna \| \| Kolarz \| Kolarz \| Państwo \| Drużyna \| Czas \| \| ---------------------- \| ---------------------- \| ---------------------- \| ---------------------- \| ---------------------- \| \| 1. \| Remco Evenepoel \| Belgia \| Deceuninck-Quick Step \| 19h 23' 42" \| \| 2. \| Maximilian Schachmann \| Niemcy \| Bora-Hansgrohe \| + 38" \| \| 3. \| Miguel Ángel López \| Kolumbia \| Astana \| + 39" \| \| 4. \| Rui Costa \| Portugalia \| UAE Team Emirates \| + 56" \| \| 5. \| Tim Wellens \| Belgia \| Lotto-Soudal \| + 1' 17" \| \| 6. \| Simon Geschke \| Niemcy \| CCC Team \| + 1' 18" \| \| 7. \| Lennard Kämna \| Niemcy \| Bora-Hansgrohe \| + 1' 26" \| \| 8. \| Bauke Mollema \| Holandia \| Trek-Segafredo \| + 1' 31" \| \| 9. \| João Almeida \| Portugalia \| Deceuninck-Quick Step \| + 1' 40" \| \| 10. \| Amaro Antunes \| Portugalia \| W52-FC Porto \| + 1' 57" \| |                       |            |                       |             |
| |                       |            |                       |             |
| Źródło: ProCyclingStats |                       |            |                       |             |
| Klasyfikacja generalna |                       |            |                       |             |
| Kolarz | Kolarz                | Państwo    | Drużyna               | Czas        |
| 1. | Remco Evenepoel       | Belgia     | Deceuninck-Quick Step | 19h 23' 42" |
| 2. | Maximilian Schachmann | Niemcy     | Bora-Hansgrohe        | + 38"       |
| 3. | Miguel Ángel López    | Kolumbia   | Astana                | + 39"       |
| 4. | Rui Costa             | Portugalia | UAE Team Emirates     | + 56"       |
| 5. | Tim Wellens           | Belgia     | Lotto-Soudal          | + 1' 17"    |
| 6. | Simon Geschke         | Niemcy     | CCC Team              | + 1' 18"    |
| 7. | Lennard Kämna         | Niemcy     | Bora-Hansgrohe        | + 1' 26"    |
| 8. | Bauke Mollema         | Holandia   | Trek-Segafredo        | + 1' 31"    |
| 9. | João Almeida          | Portugalia | Deceuninck-Quick Step | + 1' 40"    |
| 10. | Amaro Antunes         | Portugalia | W52-FC Porto          | + 1' 57"    |

| Klasyfikacja punktowa | Klasyfikacja punktowa | Klasyfikacja punktowa | Klasyfikacja punktowa  | Klasyfikacja punktowa |
| Kolarz                | Kolarz                | Państwo               | Drużyna                | Punkty                |
| --------------------- | --------------------- | --------------------- | ---------------------- | --------------------- |
| 1.                    | Fabio Jakobsen        | Holandia              | Deceuninck-Quick Step  | 41 pkt                |
| 2.                    | Cees Bol              | Holandia              | Team Sunweb            | 33 pkt                |
| 3.                    | Alexander Kristoff    | Norwegia              | UAE Team Emirates      | 26 pkt                |
| 4.                    | Elia Viviani          | Włochy                | Cofidis                | 26 pkt                |
| 5.                    | Remco Evenepoel       | Belgia                | Deceuninck-Quick Step  | 25 pkt                |
| 6.                    | Daniel Martin         | Irlandia              | Israel Start-Up Nation | 22 pkt                |
| 7.                    | Miguel Ángel López    | Kolumbia              | Astana                 | 20 pkt                |
| 8.                    | Maximilian Schachmann | Niemcy                | Bora-Hansgrohe         | 20 pkt                |
| 9.                    | Sacha Modolo          | Włochy                | Alpecin-Fenix          | 20 pkt                |
| 10.                   | Rui Costa             | Portugalia            | UAE Team Emirates      | 16 pkt                |

| Klasyfikacja punktowa | Klasyfikacja punktowa | Klasyfikacja punktowa | Klasyfikacja punktowa  | Klasyfikacja punktowa |
| Kolarz                | Kolarz                | Państwo               | Drużyna                | Punkty                |
| --------------------- | --------------------- | --------------------- | ---------------------- | --------------------- |
| 1.                    | Fabio Jakobsen        | Holandia              | Deceuninck-Quick Step  | 41 pkt                |
| 2.                    | Cees Bol              | Holandia              | Team Sunweb            | 33 pkt                |
| 3.                    | Alexander Kristoff    | Norwegia              | UAE Team Emirates      | 26 pkt                |
| 4.                    | Elia Viviani          | Włochy                | Cofidis                | 26 pkt                |
| 5.                    | Remco Evenepoel       | Belgia                | Deceuninck-Quick Step  | 25 pkt                |
| 6.                    | Daniel Martin         | Irlandia              | Israel Start-Up Nation | 22 pkt                |
| 7.                    | Miguel Ángel López    | Kolumbia              | Astana                 | 20 pkt                |
| 8.                    | Maximilian Schachmann | Niemcy                | Bora-Hansgrohe         | 20 pkt                |
| 9.                    | Sacha Modolo          | Włochy                | Alpecin-Fenix          | 20 pkt                |
| 10.                   | Rui Costa             | Portugalia            | UAE Team Emirates      | 16 pkt                |

| Klasyfikacja górska | Klasyfikacja górska   | Klasyfikacja górska | Klasyfikacja górska                  | Klasyfikacja górska |
| Kolarz              | Kolarz                | Państwo             | Drużyna                              | Punkty              |
| ------------------- | --------------------- | ------------------- | ------------------------------------ | ------------------- |
| 1.                  | Dries De Bondt        | Belgia              | Alpecin-Fenix                        | 17 pkt              |
| 2.                  | Remco Evenepoel       | Belgia              | Deceuninck-Quick Step                | 15 pkt              |
| 3.                  | Tiago Antunes         | Portugalia          | Efapel                               | 14 pkt              |
| 4.                  | João Rodrigues        | Portugalia          | W52-FC Porto                         | 10 pkt              |
| 5.                  | Daniel Martin         | Irlandia            | Israel Start-Up Nation               | 10 pkt              |
| 6.                  | Maximilian Schachmann | Niemcy              | Bora-Hansgrohe                       | 10 pkt              |
| 7.                  | Aleksandr Grigorjew   | Rosja               | Atum General-Tavira-Maria Nova Hotel | 7 pkt               |
| 8.                  | Miguel Ángel López    | Kolumbia            | Astana                               | 6 pkt               |
| 9.                  | Frederico Figueiredo  | Portugalia          | Atum General-Tavira-Maria Nova Hotel | 6 pkt               |
| 10.                 | Michael Schär         | Szwajcaria          | CCC Team                             | 6 pkt               |

| Klasyfikacja górska | Klasyfikacja górska   | Klasyfikacja górska | Klasyfikacja górska                  | Klasyfikacja górska |
| Kolarz              | Kolarz                | Państwo             | Drużyna                              | Punkty              |
| ------------------- | --------------------- | ------------------- | ------------------------------------ | ------------------- |
| 1.                  | Dries De Bondt        | Belgia              | Alpecin-Fenix                        | 17 pkt              |
| 2.                  | Remco Evenepoel       | Belgia              | Deceuninck-Quick Step                | 15 pkt              |
| 3.                  | Tiago Antunes         | Portugalia          | Efapel                               | 14 pkt              |
| 4.                  | João Rodrigues        | Portugalia          | W52-FC Porto                         | 10 pkt              |
| 5.                  | Daniel Martin         | Irlandia            | Israel Start-Up Nation               | 10 pkt              |
| 6.                  | Maximilian Schachmann | Niemcy              | Bora-Hansgrohe                       | 10 pkt              |
| 7.                  | Aleksandr Grigorjew   | Rosja               | Atum General-Tavira-Maria Nova Hotel | 7 pkt               |
| 8.                  | Miguel Ángel López    | Kolumbia            | Astana                               | 6 pkt               |
| 9.                  | Frederico Figueiredo  | Portugalia          | Atum General-Tavira-Maria Nova Hotel | 6 pkt               |
| 10.                 | Michael Schär         | Szwajcaria          | CCC Team                             | 6 pkt               |

| Klasyfikacja młodzieżowa | Klasyfikacja młodzieżowa | Klasyfikacja młodzieżowa | Klasyfikacja młodzieżowa    | Klasyfikacja młodzieżowa |
| Kolarz                   | Kolarz                   | Państwo                  | Drużyna                     | Czas                     |
| ------------------------ | ------------------------ | ------------------------ | --------------------------- | ------------------------ |
| 1.                       | Remco Evenepoel          | Belgia                   | Deceuninck-Quick Step       | 19h 23' 42"              |
| 2.                       | João Almeida             | Portugalia               | Deceuninck-Quick Step       | + 1' 40"                 |
| 3.                       | Ilan Van Wilder          | Belgia                   | Team Sunweb                 | + 3' 39"                 |
| 4.                       | Andreas Leknessund       | Norwegia                 | Uno-X Norwegian Development | + 3' 48"                 |
| 5.                       | Kevin Geniets            | Luksemburg               | Groupama-FDJ                | + 4' 20"                 |
| 6.                       | Harold Tejada            | Kolumbia                 | Astana                      | + 4' 44"                 |
| 7.                       | Torjus Sleen             | Norwegia                 | Uno-X Norwegian Development | + 6' 07"                 |
| 8.                       | Juan Fernando Calle      | Kolumbia                 | Caja Rural-Seguros RGA      | + 12' 59"                |
| 9.                       | Brent Van Moer           | Belgia                   | Lotto-Soudal                | + 14' 14"                |
| 10.                      | Nicolás Sáenz            | Kolumbia                 | Efapel                      | + 17' 50"                |

| Klasyfikacja młodzieżowa | Klasyfikacja młodzieżowa | Klasyfikacja młodzieżowa | Klasyfikacja młodzieżowa    | Klasyfikacja młodzieżowa |
| Kolarz                   | Kolarz                   | Państwo                  | Drużyna                     | Czas                     |
| ------------------------ | ------------------------ | ------------------------ | --------------------------- | ------------------------ |
| 1.                       | Remco Evenepoel          | Belgia                   | Deceuninck-Quick Step       | 19h 23' 42"              |
| 2.                       | João Almeida             | Portugalia               | Deceuninck-Quick Step       | + 1' 40"                 |
| 3.                       | Ilan Van Wilder          | Belgia                   | Team Sunweb                 | + 3' 39"                 |
| 4.                       | Andreas Leknessund       | Norwegia                 | Uno-X Norwegian Development | + 3' 48"                 |
| 5.                       | Kevin Geniets            | Luksemburg               | Groupama-FDJ                | + 4' 20"                 |
| 6.                       | Harold Tejada            | Kolumbia                 | Astana                      | + 4' 44"                 |
| 7.                       | Torjus Sleen             | Norwegia                 | Uno-X Norwegian Development | + 6' 07"                 |
| 8.                       | Juan Fernando Calle      | Kolumbia                 | Caja Rural-Seguros RGA      | + 12' 59"                |
| 9.                       | Brent Van Moer           | Belgia                   | Lotto-Soudal                | + 14' 14"                |
| 10.                      | Nicolás Sáenz            | Kolumbia                 | Efapel                      | + 17' 50"                |

| Klasyfikacja drużynowa | Klasyfikacja drużynowa | Klasyfikacja drużynowa       | Klasyfikacja drużynowa |
| Drużyna                | Drużyna                | Państwo                      | Czas                   |
| ---------------------- | ---------------------- | ---------------------------- | ---------------------- |
| 1.                     | Ineos                  | Wielka Brytania              | 58h 19' 43"            |
| 2.                     | UAE Team Emirates      | Zjednoczone Emiraty Arabskie | + 25"                  |
| 3.                     | CCC Team               | Polska                       | + 1' 51"               |
| 4.                     | Astana                 | Kazachstan                   | + 2' 41"               |
| 5.                     | Deceuninck-Quick Step  | Belgia                       | + 5' 09"               |

| Klasyfikacja drużynowa | Klasyfikacja drużynowa | Klasyfikacja drużynowa       | Klasyfikacja drużynowa |
| Drużyna                | Drużyna                | Państwo                      | Czas                   |
| ---------------------- | ---------------------- | ---------------------------- | ---------------------- |
| 1.                     | Ineos                  | Wielka Brytania              | 58h 19' 43"            |
| 2.                     | UAE Team Emirates      | Zjednoczone Emiraty Arabskie | + 25"                  |
| 3.                     | CCC Team               | Polska                       | + 1' 51"               |
| 4.                     | Astana                 | Kazachstan                   | + 2' 41"               |
| 5.                     | Deceuninck-Quick Step  | Belgia                       | + 5' 09"               |